# الجرار (الحدود)

تعديل مصدري - تعديل

الجرار محلة تابعة لقرية الحدود، التابعة لعزلة خولان بمديرية مذيخرة إحدى مديريات محافظة إب في الجمهورية اليمنية، بلغ تعداد سكانها 48 حسب تعداد اليمن لعام 2004.